# Praia a Mare
Praia a Mare är en ort och kommun i provinsen Cosenza i regionen Kalabrien i Italien. Kommunen hade 6 657 invånare (2018).